# Кокс

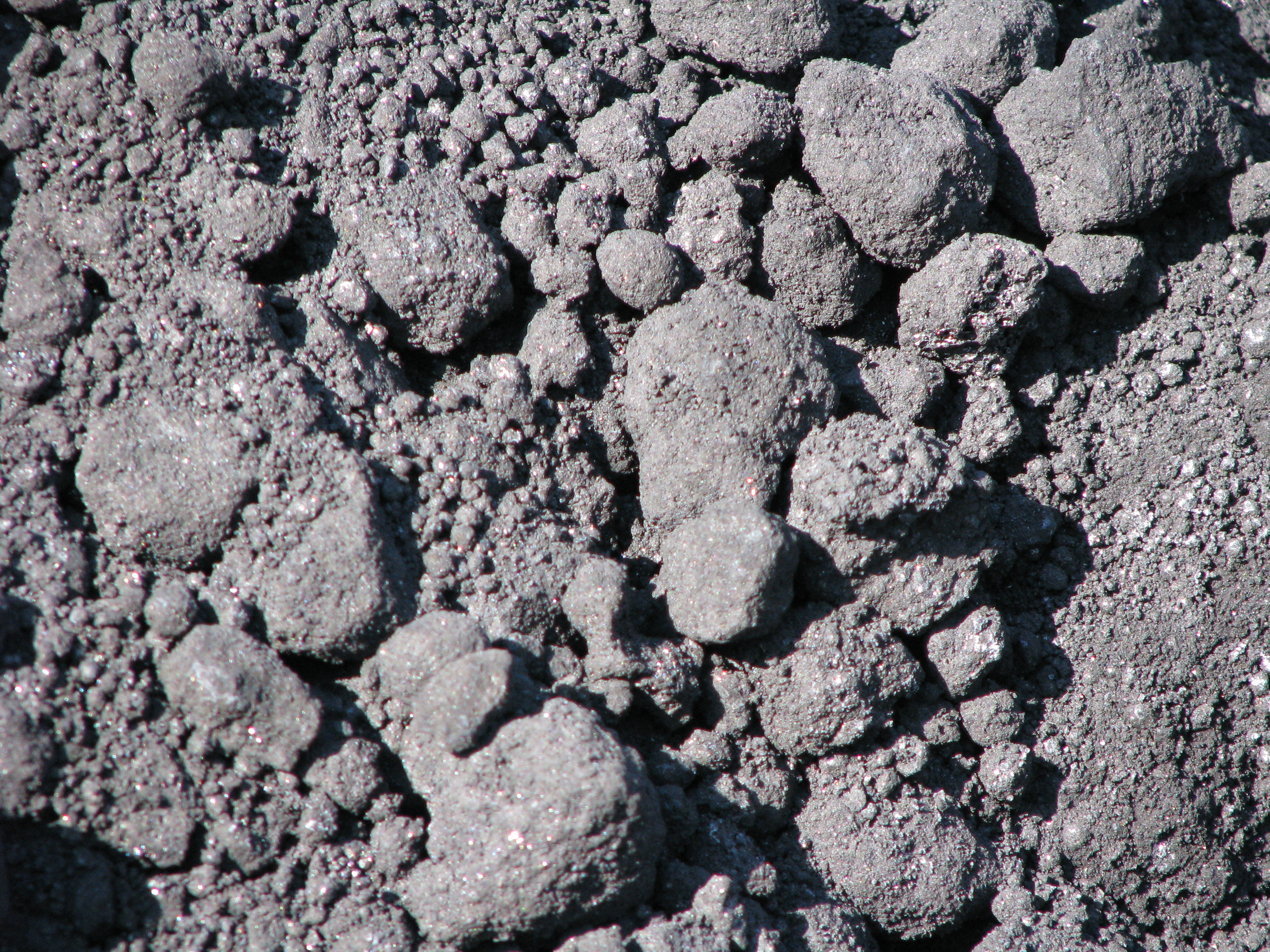
Нафтовий кокс

Кокс (англ. coke, нім. Koks) — вид твердого палива, яке одержують нагріванням кам'яного вугілля, торфу тощо до високих температур без доступу повітря. Найчастіше застосовують кокс з кам'яного вугілля — твердий поруватий міцний високовуглецевий продукт сірого кольору отриманий під час коксування (нагріванні без доступу повітря до 1000–1100 °С) суміші кам'яного вугілля. Застосовують переважно як паливо й відновник у металургійній промисловості.

## Різновиди
Залежно від виду сировини розрізняють кокс:
- кам'яновугільний кокс — твердий пористий (пористість становить 49–53 %) сірого кольору продукт коксування кам'яного вугілля з вмістом вуглецю 96–98 %. Використовується як бездимне паливо в металургії, під час виплавлення чавуну є також відновником залізної руди,
- електродний пековий кокс,
- нафтовий кокс — тверда пориста речовина від темно-сірого до чорного кольору, що є продуктом коксування (прожарювання) важких залишків нафти.

- Голчатий кокс — у вуглехімії: загальновживаний термін для одного з типів коксу з винятково високою графітизовністю, яка є результатом переважно паралельної орієнтації його шарових структур і особливої фізичної форми зерен. Отримують з чистої (без гетероатомів та твердих домішок) високоароматичної сировини.

- Кальцинований кокс — нафтовий чи вугільний смоляний кокс, що отримується під час теплової обробки зеленого коксу за температури близько 1600 К. Зазвичай вміст водню в ньому становить менше від 0,1 вагового процента. Такий кокс є основною сировиною для виробництва продуктів полігранулярного вуглецю та полігранулярного графіту (напр., вугільних чи графітних електродів).

## Склад і фізичні властивості коксу
Склад:
| Елемент    | Вміст, % |
| ---------- | -------- |
| С          | 96–98    |
| Н, S, N, O | Інше     |

Фізичні властивості:
| Параметр                                        | Одиниця вимірювання | Значення      |
| ----------------------------------------------- | ------------------- | ------------- |
| Пористість                                      | %                   | 49–53         |
| Дійсна густина                                  | г/см3               | 1,80–1,95     |
| Уявна густина                                   | г/см3               | ≈1            |
| Насипна маса                                    | кг/м3               | 400–500       |
| Зольність                                       | %                   | 9–12          |
| Вихід летких речовин                            | %                   | 1             |
| Вологість при гасінні водою                     | %                   | 2–4           |
| Вологість при гасінні інертним газом            | %                   | Не більше 0,5 |
| Межа міцності на стиск                          | МПа                 | 15–25         |
| Межа міцності при зрізі (стійкість до стирання) | МПа                 | 6–12          |
| Теплота згоряння                                | МДж/кг              | 29–30         |

## Визначення насипної маси коксу
Міжнародною організацією стандартизації передбачені відповідні стандарти для визначення насипної маси коксу в невеликих (місткість 0,2 м³) і великих контейнерах. Під час завантаження коксом контейнерів висота падіння шматків не повинна перевищувати 250 мм. Видаляються ті надмірно великі шматки коксу, які перешкоджають вільному переміщенню планки верхом контейнера. Насипна маса в перерахунку на сухий кокс:
(BD) = [(G2–Gl)/V] (100-Wt)100,
де G1 і G2 — маса контейнера і контейнера з коксом; V — об'єм контейнера, л; Wt — загальна волога коксу.

## Міцність коксу
Випробування в малому барабані. Циліндр барабана зроблений з листової сталі з допустимою товщиною стінок 5 мм (не менше), товщина дна барабана та ж; внутрішній діаметр дорівнює 1000 мм±5 мм.
Всередині барабана поздовжньо на однаковій відстані один від одного (90° по колу) приварено чотири шматки кутового заліза розмірами 100×50×10 мм. При цьому полиці завдовжки 100 мм направлені до центра барабана, а полиці завдовжки 50 мм — в напрямку, зворотному його обертанню (не допускається знос до довжини полиці менше 95 мм). Завантаження проводиться через люк в стінці барабана розмірами 600×500 мм, який щільно закривається знімною кришкою.
У конструкції коксопробного барабана (Коксохіммаш), відповідно до ГОСТ 5953–72 передбачена автоматизація операцій: відкривання і закривання кришки барабана, завантаження і вивантаження коксу, очистка барабана від коксового дріб'язку.
Для випробування відбирається проба від первинної партії після її розсівання на класи.
Перш за все необхідно перерахувати гранулометричний склад на кокс крупністю >25 мм. Після цього складається проба масою 50±0,5 кг шляхом відбору наважок від коксу класів 25–40; 40–60; 60–80 і >80 мм. Вміст кожного класу відповідає встановленому при перерахунку. Таким чином, в підготовленій пробі вдається відобразити середній гранулометричний склад і міцність випробовуваної партії коксу.
Відібрані проби коксу поміщаються у випробувальний барабан. Барабан обертається з частотою 25±1 об/хв. Після 100 оборотів барабан автоматично зупиняється. Ретельно вивантажений кокс розсіюється на ситах (80×80; 60×60; 40×40; 25×25; 10×10 мм) на механічному грохоті.
Допускається ручне розсівання класу <25 мм (належить випробовувати три паралельні проби). Потім кожен клас зважується (втрати додаються до класу 10 мм) і визначається вихід кожного класу з точністю до 0,1 %.
Показниками міцності коксу є: М10 (тобто вихід класу <10 мм у відсотках), він характеризує стираність коксу; М25 (тобто вихід коксу >25 мм) — характеризує опір дробленню або механічну стійкість коксу товарної крупності при накладенні руйнуючих зусиль.
Разом з вказаними показниками вираховується коефіцієнт дробимості
KD=dпочат100/dроз,
де dпочат і dроз — середній розмір шматків коксу до і після випробування в барабані, мм.
Випробування у великому барабані. Фізико-механічні властивості коксу визначаються шляхом його випробування у великому барабані (барабан Сундгрена), що є циліндром діаметром 2 м, відстань між днищами (виготовленими з 8-міліметрового котельного заліза) цього циліндра — 800 мм. Днища сполучені один з одним 125 залізними стрижнями; діаметр кожного 25 мм; зазор між стрижнями також рівний 25 мм. Завантаження коксу — 410 кг. Для завантаження і вивантаження коксу є люк. До днищ приварені осі діаметром 60 мм. Осі обертаються (з частотою обертання 10 об/хв.) в підшипниках від електромотора і системи передач. Загальний час випробування досягає 15 хв.
Таким чином, після 150 обертів барабан зупиняється. Визначається «провал», який розсіюють на квадратних ситах з отворами розміром 25×25 і 10×10 мм. Вивантажують і зважують залишок в барабані, який є основним показником при випробуванні коксу цим методом. Іншим важливим показником є вихід класу 0–10 мм в підбарабанному продукті. Крім того, враховується вихід класу 10–25 мм. Вказані показники виражаються в кілограмах.

## Визначення питомого електричного опору коксу
Визначення питомого електричного опору (ПЕО) необхідне для оцінки властивостей вуглецевих відновників, використовуваних в електротермічних виробництвах. За даними Г. М. Макарова і Ю. Я. Філоненко, ПЕО коксу для електротермічних виробництв повинен бути >2500 Ом•мм2/м. Певні вимоги за ПЕО висуваються до вуглецевих матеріалів, зокрема до кам'яновугільного і пекового коксу, антрациту і термоантрациту, для виробництва електродів і інших вуглецевих виробів. Нарешті, ПЕО — цінна характеристика для оцінки готовності коксу, а також ступеня бездимності побутового палива. Вкажемо також на зв'язок, який виявляється між спікливістю вугілля і електричною провідністю коксу.
Запропоновані методи для оцінки ПЕО коксу: двозондовий для вимірювання ПЕО порошків і чотиризондовий — для визначення ПЕО грудкового коксу.
У двозондовому методі вдається виключити вплив перехідних опорів між зразком і електродами, тому можливо отримувати точніші результати.
Принцип методу полягає у наступному. Через циліндричний зразок, який знаходиться між електродами, що стискають його, пропускається струм (вимірюється амперметром). Напруга і сила струму регулюються дільником напруги. На певній відстані від струмопровідних електродів розміщуються потенційні електроди у вигляді двох зондів. За допомогою потенціометра компенсаційним методом вимірюється різниця потенціалів між цими зондами.
Питомий електричний опір:
ρ=RS/L = VS/IL, де V — різниця потенціалів; І — сила струму; S — площа перетину зразка; L– відстань між зондами.

## Реакційна здатність коксу
Реакційна здатність коксу — один з важливих показників його якості. Вважають, що високоякісний доменний кокс повинен відрізнятися низькою реакційною здатністю. Реакційна здатність ливарного коксу повинна бути відносно нижчою — менше 0,6 мл/(г•с) за СО2. Вуглецевий відновник для електротермічних виробництв характеризується підвищеною реакційною здатністю — більше 1,5 мл/(г•с).
Про реакційну здатність коксу судять за константою швидкості реакції взаємодії діоксиду вуглецю з коксом при 1000 °С:
СО2 + С ↔2СО.